# Bob- und Skeleton-Weltmeisterschaften 2025
Die Bob- und Skeleton-Weltmeisterschaften 2025 fanden vom 1. bis zum 16. März 2025 auf der Olympia-Bobbahn Mount Van Hoevenberg in Lake Placid statt.

## Vergabe
Die Wahlen der Austragungsorte für 2024 und 2025 erfolgten im September 2021 durch den in virtueller Form abgehaltenen Kongress des Internationalen Bob- und Schlittenverbandes (IBSF). Der kanadische Mitbewerber Whistler zog seine Kandidatur am Vortag der Wahlen zurück. Daher erhielt das US-amerikanische Lake Placid den Zuschlag für die WM 2025 gemeinsam mit der Entscheidung für Winterberg für die WM ein Jahr zuvor. Damit ist Lake Placid zum zehnten Mal Austragungsort für die Weltmeisterschaften im Bobsport und zum vierten Mal für die im Skeleton. Die letzte Austragung der Bob- und Skeleton-Weltmeisterschaften in Lake Placid war 2012.

## Zeitplan
Die Läufe finden über 15 Tage statt. Der folgende Plan zeigt die Trainingsläufe in blau und die Medaillenentscheidungen in gelb.
| Sportart | Disziplin  | Disziplin | 2. März | 3. März | 4. März | 5. März | 6. März | 7. März | 8. März | 9. März | 10. März | 11. März | 12. März | 13. März | 14. März | 15. März | 16. März |
| -------- | ---------- | --------- | ------- | ------- | ------- | ------- | ------- | ------- | ------- | ------- | -------- | -------- | -------- | -------- | -------- | -------- | -------- |
| Skeleton | Frauen     | Frauen    |         |         |         |         |         |         |         |         |          |          |          |          |          |          |          |
| Skeleton | Männer     |           |         |         |         |         |         |         |         |         |          |          |          |          |          |          |          |
| Skeleton | Mixed-Team |           |         |         |         |         |         |         |         |         |          |          |          |          |          |          |          |
| Bobsport | Frauen     | Monobob   |         |         |         |         |         |         |         |         |          |          |          |          |          |          |          |
| Bobsport | Frauen     | Zweierbob |         |         |         |         |         |         |         |         |          |          |          |          |          |          | †        |
| Bobsport | Männer     | Zweierbob |         |         |         |         |         |         |         |         |          |          |          |          |          |          |          |
| Bobsport | Männer     | Viererbob |         |         |         |         |         |         |         |         |          |          |          |          |          |          | †        |

## Teilnehmende Verbände
| Europa (16 Verbände)                                                                | Europa (16 Verbände)                                                          | Europa (16 Verbände)                                  |
| ----------------------------------------------------------------------------------- | ----------------------------------------------------------------------------- | ----------------------------------------------------- |
| - Belgien - Dänemark - Deutschland - Frankreich - Großbritannien - Italien          | - Lettland - Malta - Monaco - Niederlande - Österreich                        | - Rumänien - Schweiz - Spanien - Tschechien - Ukraine |
| Asien (6 Verbände)                                                                  | Amerika (6 Verbände)                                                          | Ozeanien (1 Verband)                                  |
| - Chinesisch Taipeh - Israel - Malaysia - Südkorea - Thailand - Volksrepublik China | - Brasilien - Jamaika - Kanada - Kolumbien - Puerto Rico - Vereinigte Staaten | - Australien                                          |
| - Chinesisch Taipeh - Israel - Malaysia - Südkorea - Thailand - Volksrepublik China | - Brasilien - Jamaika - Kanada - Kolumbien - Puerto Rico - Vereinigte Staaten | Afrika (1 Verband)                                    |
| - Chinesisch Taipeh - Israel - Malaysia - Südkorea - Thailand - Volksrepublik China | - Brasilien - Jamaika - Kanada - Kolumbien - Puerto Rico - Vereinigte Staaten | - Ghana                                               |

## Medaillenspiegel
| Platz  | Land                |   |   |   |    |
| ------ | ------------------- | - | - | - | -- |
| 1      | Deutschland         | 3 | 4 | 3 | 10 |
| 2      | Vereinigte Staaten  | 2 | 1 | 1 | 4  |
| 3      | Großbritannien      | 1 | 2 | 1 | 4  |
| 4      | Niederlande         | 1 | 0 | 0 | 1  |
| 5      | Tschechien          | 0 | 0 | 1 | 1  |
| 5      | Volksrepublik China | 0 | 0 | 1 | 1  |
| Gesamt | Gesamt              | 7 | 7 | 7 | 21 |

## Medaillengewinner
| Sportart | Wettbewerb | Wettbewerb | Gold                                                                           | Gold       | Silber                                                                   | Silber     | Bronze                                                                      | Bronze     |
| Sportart | Wettbewerb | Wettbewerb | Sportler                                                                       | Zeit (min) | Sportler                                                                 | Zeit (min) | Sportler                                                                    | Zeit (min) |
| -------- | ---------- | ---------- | ------------------------------------------------------------------------------ | ---------- | ------------------------------------------------------------------------ | ---------- | --------------------------------------------------------------------------- | ---------- |
| Bobsport | Frauen     | Monobob    | Kaysha Love                                                                    | 3:57,82    | Laura Nolte                                                              | 3:58,26    | Elana Meyers Taylor                                                         | 3:58,31    |
| Bobsport | Frauen     | Zweierbob  | DeutschlandLaura Nolte Deborah Levi                                            | 3:46,00    | DeutschlandKim Kalicki Leonie Fiebig                                     | 3:46,52    | DeutschlandLisa Buckwitz Kira Lipperheide                                   | 3:47,46    |
| Bobsport | Männer     | Zweierbob  | DeutschlandFrancesco Friedrich Alexander Schüller                              | 3:39,32    | DeutschlandJohannes Lochner Georg Fleischhauer                           | 3:39,35    | DeutschlandAdam Ammour Benedikt Hertel                                      | 3:40,15    |
| Bobsport | Männer     | Viererbob  | DeutschlandFrancesco Friedrich Matthias Sommer Alexander Schüller Felix Straub | 2:44,52    | DeutschlandJohannes Lochner Florian Bauer Jörn Wenzel Georg Fleischhauer | 2:44,80    | Vereinigtes KönigreichBrad Hall Arran Gulliver Taylor Lawrence Greg Cackett | 2:45,00    |
| Skeleton | Frauen     | Frauen     | Kimberley Bos                                                                  | 3:40,06    | Mystique Ro                                                              | 3:40,73    | Anna Fernstädt                                                              | 3:40,81    |
| Skeleton | Männer     | Männer     | Matt Weston                                                                    | 3:35,48    | Marcus Wyatt                                                             | 3:37,38    | Axel Jungk                                                                  | 3:37,41    |
| Skeleton | Mixed-Team | Mixed-Team | USA 1Mystique Ro Austin Florian                                                | 1:54,53    | Großbritannien 1Tabitha Stoecker Matt Weston                             | 1:54,63    | China 2Zhao Dan Lin Qinwei                                                  | 1:54,81    |